# Archikatedra św. Patryka w Melbourne
Archikatedra św. Patryka w Melbourne (ang. St Patrick's Cathedral, Melbourne) – kościół arcybiskupi archidiecezji Melbourne w Australii. Od 1974 roku nosi również tytuł bazyliki mniejszej. Świątynia została zbudowana w stylu neogotyckim.